# L'amaro sapore del potere
L'amaro sapore del potere (The Best Man) è un film del 1964 diretto da Franklin J. Schaffner.
Fu scritto da Gore Vidal a partire da una propria pièce teatrale. Lee Tracy è stato candidato come miglior attore non protagonista sia agli Oscar che ai Golden Globe.

## Trama
A Los Angeles, durante la convention per la nomina a candidato alla presidenza, due politici, uno idealista e l'altro molto più pratico e privo di scrupoli, si fronteggiano per ottenere la candidatura cercando l'appoggio del presidente uscente che muore all'improvviso prima della fine del mandato. Il primo, William Russell, ex Segretario di Stato, per poter affrontare la campagna elettorale, si è riconciliato con la moglie, ma nel passato ha sofferto di disturbi mentali. Joe Cantwell, il suo avversario, intende servirsi della storia di quella malattia per mettere in cattiva luce Russell.
Dal canto suo, quest'ultimo, quando lo informano che Cantwell, che si propone come campione dei valori tradizionali, quando era ufficiale dell'esercito era stato processato con l'accusa di omosessualità non venendo però né condannato né radiato a differenza degli altri accusati, si rifiuta di divulgare l'informazione e di darla in pasto alla stampa. Disgustato, Russell ritira la sua candidatura, offrendo il proprio appoggio a un terzo candidato, giudicato una nullità ma apparentemente onesto e non opportunista. Così facendo mantiene il rispetto di se stesso e riguadagna anche l'amore della moglie.

## Produzione
Il film fu prodotto dalla Millar/Turman Productions.
Venne girato a Los Angeles: le scene panoramiche in elicottero, furono girate al Los Angeles Memorial Coliseum, situato al 3911 di S. Figueroa Street, Exposition Park; altre, al Los Angeles Sports Arena e alcune all'Ambassador Hotel che si trova al 3400 di Wilshire Boulevard, lo stesso albergo dove, nel 1968, sarebbe stato ucciso il senatore e candidato alla presidenza Robert Kennedy.

## Distribuzione
Distribuito dall'United Artists, il film uscì nelle sale cinematografiche USA il 5 aprile 1964. In quello stesso anno, venne distribuito anche in Germania Ovest (18 giugno), Finlandia (17 luglio), Danimarca (24 luglio). In Messico, il film uscì il 25 marzo 1965 e nella Germania Est, il 27 febbraio 1976.